# Skarrild Skole
Skarrild Skole er en folkeskole i Skarrild by i Herning Kommune. Skolen har ca. 130 elever fordelt på 7 klasser fra børnehaveklasse til 6. klasse. Skolen ligger i Herning Kommunes sydvestlige del, den betjener arealmæssigt et af kommunens største skoledistrikter, og der er oprettet en skolebusordning. Skarrild skole har mediatek og flere fleksible klasselokaler grænsende op til børnehave og et nyt kultur- og idrætscenter. 